# Східний шпак
Східний шпак (Agropsar) — рід горобцеподібних птахів родини шпакових (Sturnidae). Представники цього роду мешкають в Східній Азії.

## Види
Виділяють два види:
- Шпак даурський (Agropsar sturninus)
- Шпак японський (Agropsar philippensis)

Східних шпаків раніше відносили до роду Шпак (Sturnus), однак за результатами молекулярно-генетичного дослідження, опублікованого в 2008 році вони були віднесені до відновленого роду Agropsar

## Етимологія
Наукова назва роду Agropsar походить від сполучення слів дав.-гр. αγρος — поле і ψαρ — шпак.